# Cantone di Tibás
Il cantone di Tibás è un cantone della Costa Rica facente parte della provincia di San José.

## Geografia antropica

### Suddivisioni amministrative
Il cantone  è suddiviso in 5 distretti:
- Anselmo Llorente
- Cinco Esquinas
- Colima
- León XIII
- San Juan